# Marc Batard

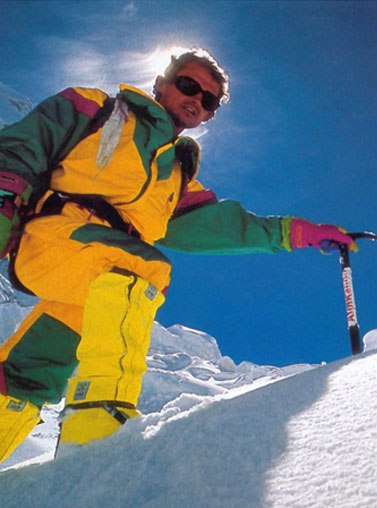
Monte Everest - Photo Pascal Tournaire

Marc Batard é alpinista, escritor, conferencista, pintor e fotógrafo francês, nascido em 22 de novembro de 1951 à Villeneuve-sur-lot. Ele é notamente conhecido por ter feito a primeira ascensão do Everest em solitário e sem oxigênio em menos de 24 horas.
Em sua ascensão em solitário do Pilar Oeste do Makalu (8481m) em 18h e do Everest em menos de 24 horas no mesmo ano 1988, ele é considerado ainda, neste quesito, o maior alpinista de todos os tempos por conto do seus recordes, os quais ainda não foram batidos.

## Juventude
Aos 18 anos, ele descobre grandes montanhas. Ele começa o alpinismo no Pirenéus, em Luchon. Apesar do seu pequeno gabarito (1,67m e 55kg), ele possui um físico fora do normal, acima da média dos outros alpinistas. Com apenas dois anos de alpinismo, ele se classifica em 22° de 45° lugares, no concurso de aspirante guia. Sua habilidade técnica e grande resistência lhe permitiram este desempenho.

## Recordes
Aos 23 anos, Batard é o alpinista mais jovem a escalar sem oxigênio um 8000m: Gasherbrum II (8035 m). Torna-se guia e começa uma série de exploração, notamente no Himalaia. Ele é famoso por ter aberto inúmeras vias, realizadas com grande rapidez, como no dia 27 abril de 1988, onde ele escalou através do Pilar Sudoeste do Makalu (8.481 m) sozinho e 18 horas, Cho Oyu (8200 m) em 19 horas .
A partir do 26 de setembro de 1988, ele detém o recorde de ascensão em solitário do Evereste sem oxigênio em 22 horas e 29 minutos do campo de base do lado sul. Se torna celebre e entra para o Guinness Book como o primeiro alpinista a escalar o Evereste em menos de 24 horas. Ele é apelidado de "O Corredor do Evereste" (Sprinter de l'Everest). No mesmo ano, 1988, e em nove meses, ele subiu quatro picos com mais de 8000 m sem oxigênio e realisa o Dhaulagiri (8.167 m) no inverno.

## Aposentadoria e Introspecção
Aos 43 anos, ele se aposenta das montanha dos desafios "engajados".  Descobre e aceita sua homossexualidade, interompe definitivamente o alpinismo para se dedicar  aos seus livros: relacionados aos problemas importantes da sociedade, à sua primeira paixão de infância: pintura, à seus filhos e netos. Atualmente, escreve, pinta e trabalha como palestrante abordando os temas de espírito de equipe, prevenção e segurança e transcendência. Realiza conferências públicas e escolares desde 1975. Em 1989, em Washington, ele realisa sua primeira conferência no exterior, seguido por outras conferências na Itália, Espanha, Bélgica, Canadá, Portugal. Desde 1990, ele intervem no mundo empresarial sobre a prevenção e segurança, ter uma visão para o futuro, a coragem ou o exemplo do chefe, etc.
Com seu amigo trompetista Maurice Andre, criou em 1995 a associação "Passando pela montanha" (en passant par la montagne), a associação permite aos jovens e adultos que estão em uma situação difícil, de exclusão social, de fracasso escolar, doença ou deficiência, de encontrar, pela montanha, uma motivação para superar esta situação.

## Publicações
- Le Sprinter de l'Everest, Denoel, 1989.
- L'Envers des Cimes, Denoel, 1992.
- La Sortie des cimes (autobiographie), Glénat, septembre 2003.
- La Fièvre des sommets[ligação inativa] (premier roman), Glénat, 2008.[ligação inativa]